# Mary Wiseman
Mary Wiseman (30 luglio 1985) è un'attrice statunitense, nota per il personaggio di Sylvia Tilly nella serie televisiva Star Trek: Discovery.

## Biografia
Sviluppa la passione per la recitazione frequentando il programma di divulgazione del DC Shakespeare Theatre's high school, conseguendo in seguito un Bachelor of Fine Arts (BFA) in arti teatrali (Theatre Arts) presso l'Università di Boston, approfondendo poi gli studi a New York, presso la Drama Division della Juilliard School, dove uno dei suoi compagni di classe era la sua futura collega in Star Trek: Discovery Mary Chieffo (la Klingon L'Rell).
Wiseman inizia la carriera in teatro nel 2008, entrando nel cast di Sow and Weep di Nitzan Halperin alla Boston University College of Fine Arts di New York,, mentre del 2011 è in I Wanted it to Have a How & I Wanted it to Have a Verb di Ariel Carson al Dixon Place di New York City e interpretando Betsy/Lindsay in Clybourne Park dal 2013 al 2015 con la Chautauqua Theater Company.
Wiseman si è esibita in produzioni e workshop di nuovi spettacoli teatrali nei Playwrights' theatres tra il quali PS 122, The Public, Soho Rep e New York Theatre Workshop.
Le prime apparizioni in  serie televisive di Wiseman risalgono al 2016, dove in Longmire interpreta Meg Joyce, un'infermiera innamorata del vicesceriffo Archie "The Ferg" Ferguson.
Nel 2017 entra a far parte del cast di Star Trek: Discovery, sesta serie televisiva del franchise di fantascienza Star Trek, in cui interpreta la guardiamarina (poi tenente) Sylvia Tilly e la sua controparte Capitano "Killy" nell'universo dello specchio. Wiseman rimane parte del cast fisso della serie fino alla quinta stagione, nel 2024.

## Filmografia

### Attrice

#### Cinema
- Three Dates, regia di Max Woertendyke - cortometraggio (2014)
- Health to the King, regia di Aaron Costa Ganis - cortometraggio (2018)
- Storia di un matrimonio (Marriage Story), regia di Noah Baumbach (2019)
- Type 1, regia di Anthony Rapp e Ben Samuels - cortometraggio (2023)
- Carole & Grey, regia di Jon Bass (2024)

#### Televisione
- Craft & Burns - serie TV, episodi 1x04-1x09 (2012)
- The Characters - serie TV, episodio 1x02 (2016)
- Difficult People - serie TV, episodio 2x10 (2016)
- Longmire - serie TV, 7 episodi (2016-2017)
- Baskets - serie TV, 5 episodi (2017-2019)
- Star Trek: Discovery - serie TV, 57 episodi (2017-2024)
- Star Trek: Short Treks - serie TV, episodio 1x01 (2018)
- Room 104 - serie TV, episodio 2x12 (2018)
- The Residence - miniserie TV (2025)

### Doppiatrice
- Star Trek Online - videogioco (2010)
- Star Trek Logs - serie TV, episodi 1x12-2x08 (2020-2021)